# Carretera Valmaseda-Ramales de la Victoria
La carretera que une los municipios de Valmaseda (Vizcaya) y Ramales de la Victoria (Cantabria), al cruzar la frontera entre ambas provincias por tres veces, recibe tres nomenclaturas diferentes: los tramos vizcaínos se conocen como  BI-630 , mientras que en Cantabria se distinguen el tramo ramaliego ( CA-150 ) y el que atraviesa el Valle de Villaverde ( CA-152 ). Se trata de una carretera convencional que pertenece a la red básica (Vizcaya) o regional (Cantabria) en los tres territorios por los que transita. Comienza al norte de Valmaseda, en la  BI-636 , y tras recorrer los municipios de Sopuerta, Arcentales, Villaverde y Carranza, termina desembocando en la  N-629  al oeste de la localidad de Gibaja.
Antes de la transferencia de las carreteras comarcales a las comunidades autónomas y diputaciones forales, esta carretera conformó junto con la que une Valmaseda con Altube y la  N-622  la antigua comarcal  C-6210 , que comunicaba Vitoria con Ramales de la Victoria.

## Trazado
| Velocidad | Esquema | Carretera que enlaza                                                                   |
| --------- | ------- | -------------------------------------------------------------------------------------- |
|           |         | N-629 Colindres - Ramales - Medina de Pomar                                            |
|           |         | Riancho                                                                                |
|           |         | Pondra                                                                                 |
|           |         | Línea 780 de ADIF                                                                      |
|           |         |                                                                                        |
|           |         | BI-4678 Ranero - Santecilla - Pozalagua                                                |
|           |         | Molinar                                                                                |
|           |         | Ambasaguas BI-3622 Concha - Lanestosa                                                  |
|           |         | BI-4675 Biáñez - Karpin Abentura - Paules                                              |
|           |         | El Callejo                                                                             |
|           |         | Manzaneda de Biáñez                                                                    |
|           |         | Manzaneda de Biáñez                                                                    |
|           |         | Herboso - Paules                                                                       |
|           |         | Las Torcachas                                                                          |
|           |         | BI-4671 El Suceso                                                                      |
|           |         | Alto de la Escrita (432 m)                                                             |
|           |         |                                                                                        |
|           |         | Villanueva                                                                             |
|           |         | La Matanza CA-252 (ó CA-153 ) Trucios - Guriezo                                        |
|           |         |                                                                                        |
|           |         | BI-4619 Estación de Villaverde                                                         |
|           |         | El Peso Traslosheros - Alisedo                                                         |
|           |         | Santa María                                                                            |
|           |         | El Escandal Tueche                                                                     |
|           |         | Traslaviña BI-4613 San Miguel de Linares - Santa Cruz BI-3614 Olabarrieta - Mercadillo |
|           |         | Línea 780 de ADIF                                                                      |
|           |         | Estación de Traslaviña                                                                 |
|           |         | La Herbosa BI-3611 Beci - Carral                                                       |
|           |         | El Mazo                                                                                |
|           |         | BI-2701 Zalla - Mercadillo - Castro-Urdiales - Musques                                 |
|           |         | Venta del Sol                                                                          |
|           |         | Valmaseda Línea 790 de ADIF                                                            |
|           |         | BI-636 Villasana - Villarcayo - Reinosa                                                |
|           |         | BI-636 Zalla - Bilbao                                                                  |